# Pierwszy Marszałek pociąg pancerny

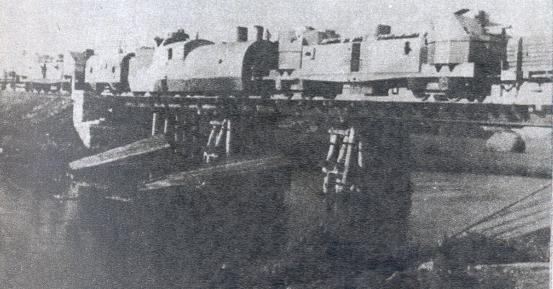
Pociąg pancerny nr 51 na moście na rzece Kamiennej k. Skarżyska-Kamiennej 1937.

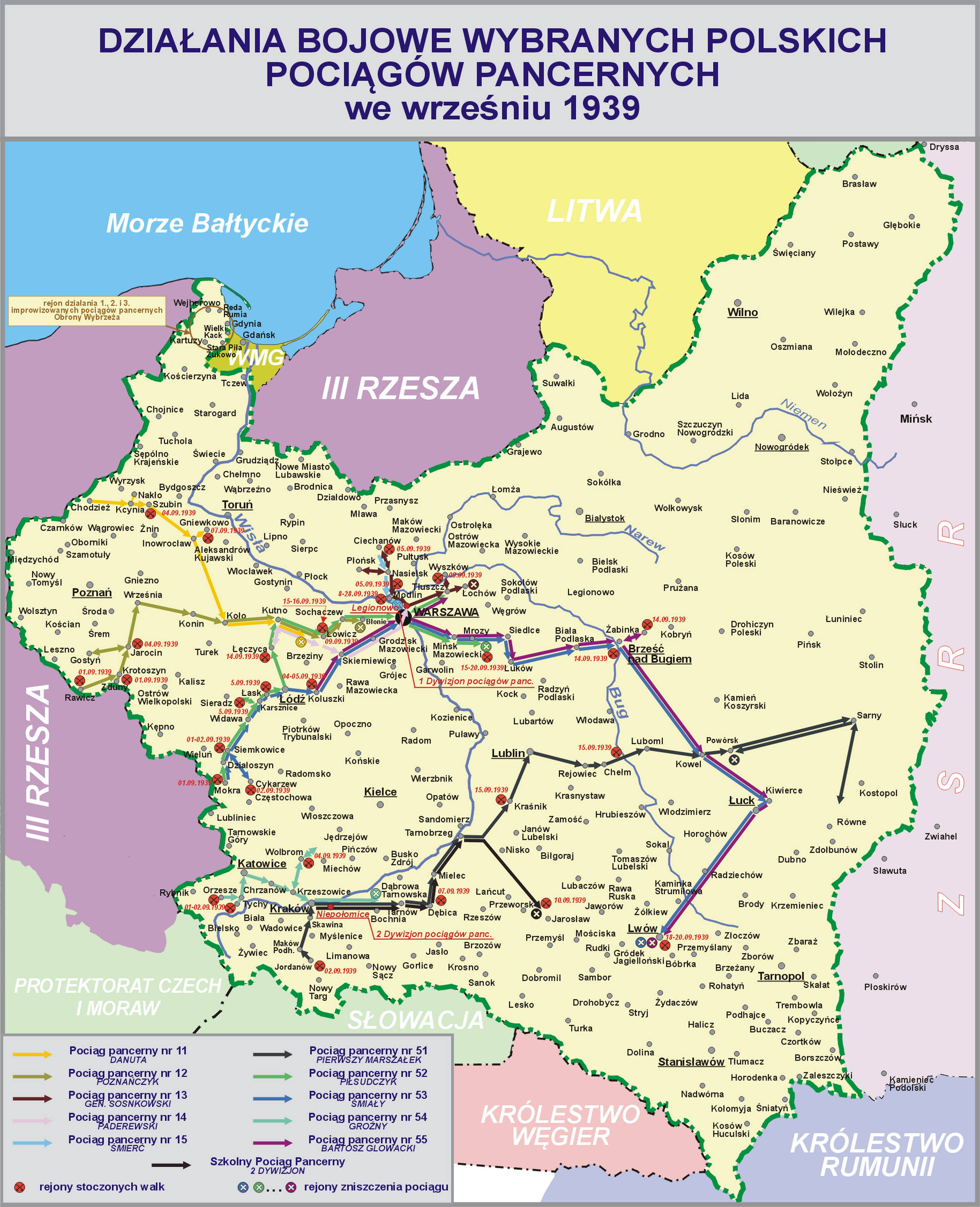

Pociąg pancerny nr 51 „Pierwszy Marszałek” – pociąg pancerny Wojska Polskiego II RP. W 1939 brał udział w kampanii wrześniowej. Następnie pociąg został zdobyty przez Sowietów i przez nich wykorzystywany, po inwazji na ZSRR został zdobyty przez Niemców.

## Historia operacyjna
Pociąg zdobyty został w wojnie polsko-bolszewickiej. Jego pierwotna nazwa to „Strzelec Kresowy”. Za męstwo wykazane podczas walk z bolszewikami zostali odznaczeni:
- Krzyżem Srebrnym Orderu Virtuti Militari – dowódca pociągu por. Bolesław Babecki[4],
- Krzyżem Walecznych po raz pierwszy i drugi – por. piech. Mieczysław Araszkiewicz[5],
- Krzyżem Walecznych po raz pierwszy – por. piech. Leopold Czerwiowski, ppor. art. Stanisław II Machowski[6], ppor. art. Paweł Hoffmann[7], sierż. Adam Gajda[8][9], plut. Kazimierz Pęczkowski[10], kpr. Mieczysław Klimek[11], st. szer. Feliks Bielski[5], st. szer. Jan Jagiełło[11], szer. Wincenty Józefowicz[11], st. szer. Józef Kaczmarek[6], szer. Stefan Krawiecki[6], szer. Władysław Piotrowski[10], st. szer. Antoni Romatowski[12], kpr. Stanisław Saganiak[12], szer. Stefan Sobczak[12], sierż. szt. Józef Urbas[13], szer. Władysław Wudarski[12].

Pociąg wchodził w skład 2 dywizjonu pociągów pancernych w Niepołomicach. Był pociągiem manewrowym (utrzymywanym w gotowości także w okresie pokoju).
W sierpniu 1939 roku zmobilizowany został w alarmie, w grupie jednostek oznaczonych kolorem żółtym. Mobilizację zakończył 27 sierpnia . Stacjonował tuż przed wojną w Skawinie. Po zakończeniu mobilizacji nazwę pociągu zmieniono na pociąg pancerny nr 51. We wrześniu 1939 był uzbrojony w 4 armaty 75 mm wz. 1902/26 i 22 ckm-y .
W kampanii wrześniowej walczył w składzie Armii „Kraków” . Przydzielony do odwodu armii, stacjonował na stacji Skawina . 1 września pociąg otrzymał zadanie wsparcia 1 Brygady Górskiej ulokowanej w Karpatach, na linii Żywiec – Rabka; tego dnia pociąg patrolował odcinek Osielec – Jordanów, nie nawiązując kontaktu z nieprzyjacielem . 2 września miała miejsce bitwa pod Jordanowem; pociąg wspierał piechotę swoją artylerią i sam był ostrzeliwany przez wroga. W bitwie stracono punkt obserwacyjny i czołg Renault FT-17, załoga odniosła pierwsze straty, odłamek pocisku ranił dowódcę pociągu, kapitana Cymborskiego, którego zastąpił kapitan Rokossowski . Po bitwie pociąg wycofał się do Suchej, a następnie przez Kalwarię Zebrzydowską wrócił do Skawiny, gdzie stacjonował 3 września uzupełniając zapasy . 4 września wieczorem na skutek dalszego odwrotu Armii „Kraków” pociąg wycofał się do Płaszowa, gdzie dotarł rankiem 5 września, a następnie przez Niepołomice ruszył na Tarnów, gdzie dotarł w południe 6 września . 7 września pociąg dotarł do Dębicy, następnie ruszył przez Mielec na Tarnobrzeg, gdzie dotarł w nocy z 8 na 9 września . Następnie pociąg ruszył na Rozwadów . 10 września pociąg przejechał na wschodni brzeg Sanu do Zaklikowa; tam pociąg dostał zadanie transportu i ochrony amunicji i żywności do stacji Kępa . Pociąg przydzielono do ochrony mostu pod Kępą, co czynił do rana 14 września, gdy most został wysadzony przez jednostki saperów, po przejściu ostatnich jednostek polskich. Później tego dnia pociąg skierował się przez Kraśnik do Lublina, następnie został wysłany na południe do ochrony Grupy „Sandomierz” . 15 września pociąg powstrzymał oddziały niemieckie na północ od Zaklikowa . Po powrocie do Lublina nie zastano tam dowództwa, pociąg ruszył w poszukiwaniu go na Lwów, przez Chełm, Dorohusk i Luboml na Kowel . Pociąg dotarł do Kowla 16 września, na skutek zablokowania bezpośredniej drogi na Lwów, pociąg ruszył przez Sarny . 17 września pociąg został wysłany na zwiad w stronę Równego, z rozkazami by unikać walki z Armią Czerwoną, której oddziały wykryto w Równem i w Kostopolu . Pociąg wycofał się na Sarny, w drodze do Kowla pociąg został zatrzymany w Powórsku przez zablokowane tory . Pojawiły się bojówki ukraińskie, które jednak nie zaatakowały pociągu . 22 września odebrano propozycję wojsk radzieckich do poddania pociągu; kapitan Rokossowski odmówił rozmowy z Rosjanami . Po południu załoga zaczęła opuszczać pociąg; nocą kapitan Rokossowski zarządził zbiórkę i wymarsz . Część załogi dołączyła oddziałów Grupy KOP gen. bryg. Orlik-Rückemanna, a następnie do Samodzielnej Grupy Operacyjnej „Polesie” i walczyła aż do jej kapitulacji 6 października .
Pociąg został zdobyty przez siły ZSRR i wcielony do 71 pułku NKWD. W czasie walk z Niemcami w 1941 pociąg prawdopodobnie zniszczył kilka niemieckich czołgów. Po wyczerpaniu amunicji pociąg został opuszczony i wysadzony. Po naprawieniu uszkodzeń przez Niemców w 1941 roku ponownie wszedł do służby. Niemcy połączyli 2 zdobyczne na Rosjanach pociągi (PP nr 53 „Śmiały” i PP nr 51 „Pierwszy Marszałek”) i wcielili do służby jako Panzerzug 10. Brał on udział walkach na froncie wschodnim i został kilkakrotnie uszkodzony. 31 lipca 1943 roku Panzerzug 10 został ponownie podzielony na 2 pociągi. Dawny „Pierwszy Marszałek” został oznaczony jako Panzerzug 11.
Panzerzug 11 zakończył swą karierę bojową 13 stycznia 1945 roku w okolicy Chęcin. Pociąg został opuszczony, kiedy z powodu zniszczenia mostu na Nidzie nie mógł się już wycofać przed nacierającymi wojskami radzieckimi.

## Skład pociągu
- lokomotywa opancerzona Ti3 nr 2 (z wieżyczką typu Ursus na stanowisku dowodzenia)[15],
- dwa bliźniacze wagony artyleryjskie typu "sormowskie" nr 460022 i 460023 każdy uzbrojony w 2 armaty wz. 02/26[16],
- wagon szturmowy nr 393088[17],
- trzy platformy Pdks (na jednej od 11 IX 1939 r. ustawiono porzuconą w transporcie kolejowym 40 mm armatę plot.)[18],
- pluton drezyn wyposażony w 2 czołgi Renault FT oraz 5 tankietek TK-3[18].

## Obsada personalna we wrześniu 1939
- dowódca – kpt. Leon Cymborski (ranny 2 września 1939)[14]
- zastępca dowódcy – kpt. Zdzisław Rokossowski (dowódca od 2 września 1939)[14]
- oficer łączności – por. Kazimierz Pfaffenhoffen-Chłędowski (ranny 2 września 1939)